# HAL (Roboteranzug)

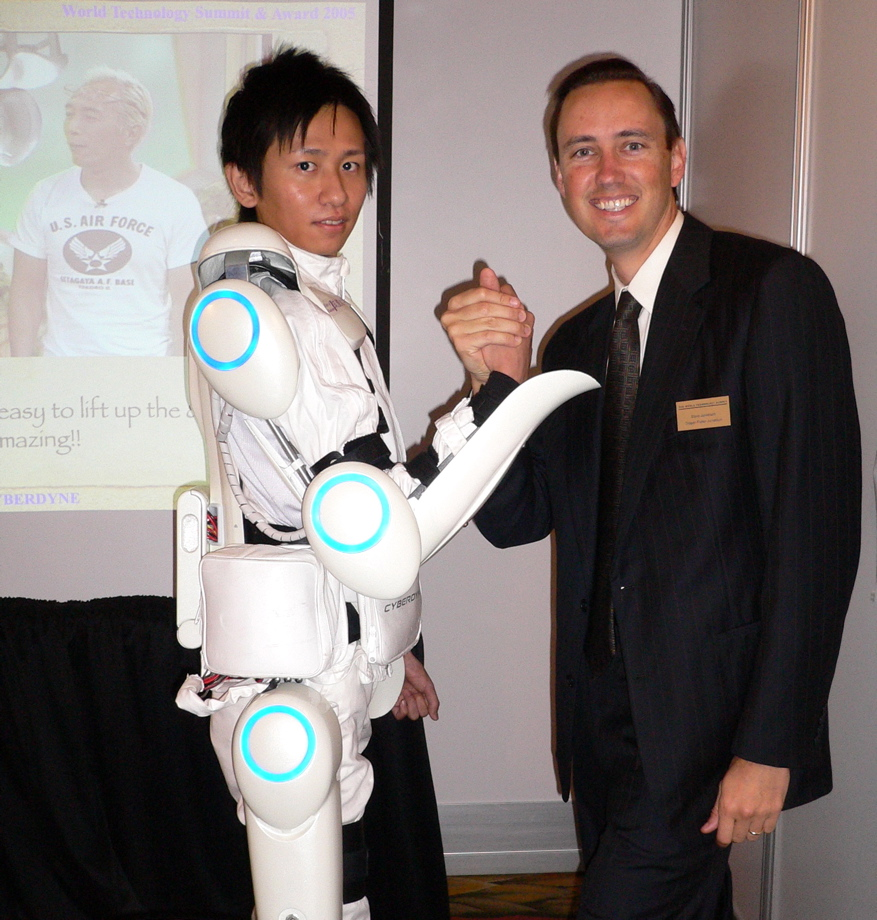
Mann, der eine Prototyp-Version des Roboteranzugs HAL von 2005 trägt (links)

Das Hybrid Assistive Limb, kurz HAL (hybride unterstützende Gliedmaße) ist ein Servo-Exoskelett-Anzug, der von der Tsukuba-Universität in Japan und dem Robotik-Unternehmen Cyberdyne Inc. entwickelt wurde. Er wurde entworfen, um die physischen Fähigkeiten seiner Nutzer zu unterstützen und zu erweitern, insbesondere Personen mit physischen Behinderungen. Es gibt zwei Prototyp-Versionen dieses Systems:
- HAL 3, der ausschließlich Beinfunktionen anbietet und
- HAL 5, der ein Ganzkörper-Exoskelett für Arme, Beine und Torso ist. HAL 5 gestattet dem Benutzer, fünfmal soviel Gewicht zu heben und zu tragen wie ohne.

2011 kündigten Cyberdyne und die Tsukuba-Universität gemeinsam an, dass die Krankenhausversuchsreihen des Ganzkörper-HAL-Roboteranzuges 2012 starten würden mit Tests bis 2014 oder 2015. Bis Oktober 2012 waren HAL-Roboteranzüge in 130 verschiedenen medizinischen Institutionen überall in Japan im Einsatz. Im Februar 2013 war das HAL-System das erste Servo-Exoskelett, das weltweite Sicherheitszertifizierung erhielt.

## Geschichte
Der erste HAL-Prototyp wurde von Yoshiyuki Sankai (japanisch 嘉之山海), Professor an der Tsukuba-Universität, vorgeschlagen. Fasziniert von Robotern seit frühester Jugend, strebte Sankai danach einen Roboteranzug herzustellen, um Menschen zu helfen. 1989 nach Erwerb des Ph.D. in Robotik begann er mit der Entwicklung von HAL. Sankai verbrachte drei Jahre (1990–1993) damit diejenigen Neuronen zu orten, die die Beinbewegung steuern. Weitere vier Jahre benötigten er und sein Team, um einen Prototyp der Hardware zu konstruieren.
Der dritte HAL-Prototyp, der in den frühen 2000ern entwickelt wurde, war an einen Computer angeschlossen. Allein seine Batterie wog fast 22 kg und es waren zwei Helfer erforderlich, um ihn anzuziehen, was ausgesprochen unpraktisch war. Cyberdynes neueres HAL-5 Modell wiegt nur noch 10 kg und die Batterie und die Kontrolleinheit wird um die Hüfte des Nutzers befestigt.
Cyberdyne begann mit der Vermietung der Roboteranzüge zu medizinischen Zwecken im Jahr 2008. Bis Oktober 2012 waren über 300 HAL-Roboteranzüge seitens 130 medizinischen Institutionen und Pflegeheimen überall in Japan in Gebrauch. Der Roboteranzug ist nur in Japan für institutionelle Anmietung verfügbar zu einem Mietpreis von 2.000 US-Dollar. Im Dezember 2012 wurde Cyberdyne ISO-13485-zertifiziert – ein internationaler Qualitätsstandard für medizinische Apparate durch Underwriters Laboratories. Ende Februar 2013 erhielt der HAL-Roboteranzug ein weltweites Sicherheitszertifikat und war damit das erste Servo-Exoskelett. Im August 2013 bekam Cyberdynes HAL ein EC-Zertifikat („European Conformity“/Europäische Konformität) gemäß der (Medical Device Directive; MDD/Direktive für medizinische Apparate) als erstes Robotik-Gerät für medizinische Behandlung der Welt.

## HAL in Deutschland
Im Sommer 2012 wurden zunächst zwei europäische Kliniken mit dem Roboteranzug ausgestattet. Im Oktober 2012 wurde am Bochumer Universitätsklinikum Bergmannsheil das erste Zentrum Europas für Neurorobotales Bewegungstraining mit HAL-Roboteranzügen eröffnet. Nach Beendigung der Testphase wurde ein deutsch-japanisches Gemeinschaftsunternehmen („Cyberdyne Care Robotics GmbH“ mit Cyberdyne, Japan und der Berufsgenossenschaft Rohstoffe und chemische Industrie (BGRCI) als Gesellschafter) gegründet zur europaweiten Vermarktung (zunächst in Deutschland, Österreich und der Schweiz) der HAL-Roboteranzüge.

## Mechanik
Bei Bewegung werden Nervensignale vom Hirn über die Bewegungsneuronen zu den Muskeln gesendet, die das muskuloskelettale System in Bewegung versetzen. Hierbei entstehen niederschwellige Biosignale, die an der Hautoberfläche detektiert und abgeleitet werden können. Der HAL-Roboteranzug registriert diese Signale durch einen Sensor auf der Haut des Trägers und übermittelt diese an seine Servo-Einheit, welche das jeweilige, zu unterstützende Gelenk bewegt. Der HAL-Roboteranzug besitzt sowohl ein vom Nutzer aktivierbares „willkürliches Kontrollsystem“ (Englisch: „voluntary control system“) als auch ein „robotik-autonomes Kontrollsystem“ (Englisch: „robotic autonomous control system“) zur automatischen Bewegungsunterstützung.

## Nutzer/Zielgruppen
HAL wurde entwickelt, um Behinderte und Senioren in ihrem Alltag zu unterstützen, kann aber auch dazu genutzt werden, Arbeiter mit physisch belastender Tätigkeiten (z. B. Katastrophenrettung oder Bauarbeiten) zu entlasten. HAL wird hauptsächlich von behinderten Patienten in Krankenhäusern genutzt und kann derart modifiziert werden, dass diese es für eine Langzeit-Rehabilitation nutzen können.
Während der Consumer Electronics Show (CES) 2011 verlautbarte, dass die Regierung der Vereinigten Staaten Interesse am Erwerb von HAL-Roboteranzügen kundgetan habe. Im März 2011 stellte CYBERDYNE eine Nur-Bein-HAL-Version für Behinderte, Pflegepersonal und Fabrikarbeiter vor. Im November 2011 wurde HAL ausgewählt, um Aufräumarbeiten auf dem Terrain der Nuklearkatastrophe von Fukushima vorzunehmen. Während der „Japan Robot Week exhibition“ (Deutsch: „Messe Japanische Roboterwoche“) in Tokyo im Oktober 2012 wurde eine überarbeitete Version von HAL vorgestellt, die speziell für die Aufräumarbeiten in Fukushima entwickelt worden war. Im März 2013 führten zehn japanische Krankenhäuser klinische Tests des jüngsten Nur-Bein-HAL-Systems durch.
Wissenschaftliche Studien haben gezeigt, dass Servo-Exoskelette wie der HAL-5 in Verbindung mit speziell dafür entwickelten therapeutischen Spielen kognitive Aktivitäten stimulieren können und behinderten Kindern gehen helfen können während sie spielen. Weitere wissenschaftliche Studien haben gezeigt, dass von der HAL-Therapie auch Querschnittgelähmte und Patienten nach dem Schlaganfall mit motorischen Defiziten unterer Extremitäten profitieren.
Neueste Anwendungen:
- Laufunterstützung bei der Japanischen Polizei
- Einsatz bei Erntearbeitern in Japan[22]
- Einsatz zum Geldpaketeheben bei Bankmitarbeitern in Japan[23]